# Тополь сизый
То́поль си́зый, или Тура́нга́ сизоли́стная (лат. Pópulus pruinósa) — вид лиственных деревьев из рода Тополь (Populus) семейства Ивовые (Salicaceae).

## Распространение и экология
В природе ареал вида охватывает Центральную Азию.
Произрастает по пескам и галечникам, одиночно или рощицами вдоль рек, реже у родников или колодцев.

## Ботаническое описание
Дерево средней высоты, 4—7 (до 15) м, с неровным, искривлённым стволом и негустой, шатровидной кроной. Кора толстая, серая, рыхлая, глубокотрещиноватая.
Листья коротких побегов почковидные, длиной 5—8 см, шириной 2—10 см, кожистые, цельнокрайные, волнистые или слегка зубчатые, на конце с выемкой или с небольшим остроконечием, с обеих сторон покрыты сизым налётом; листья длинных побегов ланцетные. Черешки цилиндрические
Ось серёжки, цветоножки и коробочки пепельно-серые, бородавчатые, опушённые. Пыльники красные.

## Таксономия
Populus pruinosa Schrenk, Bulletin de la Classe Physico-Mathématique de l'Académie Impériale des Sciences de Saint-Pétersbourg 3: 210 (1845)

### Синонимы
- Turanga pruinosa (Schrenk) Kimura[англ.], Sci. Rep. Tohoku Imp. Univ., Ser. 4, Biol. 13: 388 (1938)
- Balsamiflua pruinosa (Schrenk) Kimura, Sci. Rep. Tohoku Imp. Univ., Ser. 4, Biol. 14: 193 (1939)
- Balsamiflua euphratica f. pruinosa (Schrenk) N.Chao & J.Liu, J. Sichuan Forest. Sci. Technol. 18(2): 3 (1997)